# Municipio Urubichá
Das Municipio Urubichá ist ein Verwaltungsbezirk im Departamento Santa Cruz im Tiefland des südamerikanischen Anden-Staates Bolivien.

## Lage im Nahraum
Das Municipio Urubichá ist eines von drei Municipios in der Provinz Guarayos. Es grenzt im Norden an das Departamento Beni, im Westen und Süden an das Municipio Ascención de Guarayos und im Osten an die Provinz Ñuflo de Chávez. Es erstreckt sich über etwa 200 Kilometer in nord-südlicher und über 110 Kilometer in ost-westlicher Richtung.
Der zentrale Ort des Municipios ist Urubichá mit 3302 Einwohnern (2001) am südlichen Rand des Municipios.

## Geographie
Das Municipio Urubichá liegt in der Moxos-Ebene (bolivianisch: Llanos de Moxos), einer mehr als 100.000 km² großen Überschwemmungssavanne im nördlichen Tiefland von Bolivien. Das Klima der Region ist ein semi-humides Klima der warmen Tropen.
Die mittlere Durchschnittstemperatur der Region liegt bei etwa 25 °C (siehe Klimadiagramm Urubichá) und schwankt nur unwesentlich zwischen 22 °C im Juni und Juli und 27 °C von Oktober bis Februar. Der Jahresniederschlag beträgt etwa 1.150 mm, bei einer schwach ausgeprägten Trockenzeit von Juni bis September mit Monatsniederschlägen unter 45 mm und einer deutlichen Feuchtezeit von November bis März mit Monatsniederschlägen zwischen 140 und 200 mm.

## Bevölkerung
Die Einwohnerzahl des Municipios ist zwischen 1992 und 2024 um gut ein Drittel angestiegen:
| Jahr | Einwohner | Quelle       |
| ---- | --------- | ------------ |
| 1992 | 4731      | Volkszählung |
| 2001 | 5960      | Volkszählung |
| 2012 | 7026      | Volkszählung |
| 2024 | 6528      | Volkszählung |

Die Bevölkerungsdichte des Municipios bei der letzten Volkszählung von 2024 betrug 0,48 Einwohner/km². Die Lebenserwartung der Neugeborenen liegt bei 68,1 Jahren. (2001)
Der Alphabetisierungsgrad bei den über 19-Jährigen ist von 85,9 Prozent (1992) auf 92,7 Prozent zurückgegangen. Zwar sprechen 48,6 Prozent der Bevölkerung Spanisch, aber 91,0 Prozent sprechen indigene Sprachen; darüber hinaus sprechen 0,6 Prozent Quechua und 0,4 Prozent Aymara.

## Politik
Ergebnis der Regionalwahlen (concejales del municipio) vom 4. April 2010:
| Wahl- berechtigte |  | Wahl- beteiligung | gültige Stimmen |  | MAS-IPSP | GH     | TODOS  | FA    | MSM   |
| ----------------- |  | ----------------- | --------------- |  | -------- | ------ | ------ | ----- | ----- |
| 2.649             |  | 2.429             | 1.963           |  | 712      | 691    | 239    | 191   | 130   |
|                   |  | 91,7 %            | 80,8 %          |  | 36,3 %   | 35,2 % | 12,2 % | 9,7 % | 6,6 % |

Ergebnis der Regionalwahlen (elecciones de autoridades políticas) vom 7. März 2021:
| Wahl- berechtigte |  | Wahl- beteiligung | gültige Stimmen |  | CREEMOS | MAS-IPSP | UNIDOS  | SOL    | ASIP   | MNR    |
| ----------------- |  | ----------------- | --------------- |  | ------- | -------- | ------- | ------ | ------ | ------ |
| 3.743             |  | 3.241             | 2.901           |  | 1.282   | 892      | 646     | 45     | 27     | 9      |
|                   |  | 86,59 %           | 89,51 %         |  | 44,19 % | 30,75 %  | 22,27 % | 1,55 % | 0,93 % | 0,31 % |

## Gliederung
Das Municipio unterteilte sich bei der letzten Volkszählung von 2012 in die folgenden drei Kantone (cantones):
- 07-1502-01 Cantón Urubichá – 22 Ortschaften – 3.533 Einwohner
- 07-1502-02 Cantón Mision Monseñor Salvatierra – 1 Ortschaft – 210 Einwohner
- 07-1502-03 Cantón Yaguarú – 3 Ortschaften – 2.452 Einwohner

## Ortschaften im Municipio Urubichá
- Kanton Urubichá
  - Urubichá 3.848 Einw.
- Kanton Mision Monseñor Salvatierra
  - Mision Monseñor Salvatierra 210 Einw.
- Kanton Yaguarú
  - Yaguarú 2.430 Einw.